# Lewes (Île-du-Prince-Édouard)
Pour les articles homonymes, voir Lewes (homonymie).
Lewes est une communauté dans le comté de Queens sur l'Île-du-Prince-Édouard, Canada, au nord-ouest de Murray River.